# Sui (Suizhou)
Sui (chiń. upr. 随县; chiń. trad. 隨縣; pinyin Suí Xiàn) – powiat w zachodniej części prefektury miejskiej Suizhou w prowincji Hubei w Chińskiej Republice Ludowej. Liczba mieszkańców powiatu w 2010 roku wynosiła 787730.